# Filmfestivalen i Cannes 2014
Filmfestivalen i Cannes 2014 (franska: Festival de Cannes 2014) var den 67:e officiella upplagan av filmfestivalen i Cannes. Den hölls i Cannes, Frankrike, från 14 till 25 maj 2014. Ordförande för tävlingsjuryn var den nyzeeländska filmskaparen Jane Campion. Öppningsfilm var den internationella samproduktionen Grace of Monaco i regi av Olivier Dahan. Guldpalmen för bästa film i huvudtävlan gick till den turkiska filmen Vinterdvala i regi av Nuri Bilge Ceylan.

## Officiella programmet
Det officiella programmet tillkännagavs vid en presskonferens 17 april 2014.

### Huvudtävlan
| Svensk titel         | Ursprungstitel               | Regissör                              | Produktionsland                      |
| -------------------- | ---------------------------- | ------------------------------------- | ------------------------------------ |
| Moln över Sils Maria | Sils Maria                   | Olivier Assayas                       | Tyskland, Frankrike och Schweiz      |
|                      | Saint Laurent                | Bertrand Bonello                      | Frankrike                            |
| Vinterdvala          | Kış uykusu                   | Nuri Bilge Ceylan                     | Turkiet, Tyskland och Frankrike      |
| Maps to the Stars    | Maps to the Stars            | David Cronenberg                      | Kanada och Förenta staterna          |
| Två dagar, en natt   | Deux jours, une nuit         | Jean-Pierre Dardenne och Luc Dardenne | Belgien, Italien och Frankrike       |
| Mommy                | Mommy                        | Xavier Dolan                          | Kanada                               |
|                      | The captive                  | Atom Egoyan                           | Kanada                               |
|                      | Adieu au language            | Jean-Luc Godard                       | Schweiz                              |
|                      | The Search                   | Michel Hazanavicius                   | Frankrike                            |
| The Homesman         | The Homesman                 | Tommy Lee Jones                       | Förenta staterna                     |
|                      | ２つ目の窓 Futatsume no mado | Naomi Kawase                          | Japan                                |
| Mr. Turner           | Mr. Turner                   | Mike Leigh                            | Storbritannien                       |
| Jimmy's Hall         | Jimmy's Hall                 | Ken Loach                             | Storbritannien, Irland och Frankrike |
| Foxcatcher           | Foxcatcher                   | Bennett Miller                        | Förenta staterna                     |
|                      | Le Meraviglie                | Alice Rohrwacher                      | Italien                              |
| Timbuktu             | Timbuktu                     | Abderrahmane Sissako                  | Frankrike och Mauretanien            |
| Wild Tales           | Relatos salvajes             | Damián Szifrón                        | Argentina och Spanien                |
|                      | Левиафан Leviatan            | Andrej Zvjagintsev                    | Ryssland                             |

### Un certain regard
| Svensk titel                                | Ursprungstitel        | Regissör                                          | Produktionsland                         |
| ------------------------------------------- | --------------------- | ------------------------------------------------- | --------------------------------------- |
|                                             | Party Girl            | Marie Amachoukeli, Claire Burger och Samuel Theis | Frankrike                               |
| Amour fou                                   | Amour fou             | Jessica Hausner                                   | Österrike, Luxemburg och Tyskland       |
| Bird People                                 | Bird People           | Pascale Ferran                                    | Frankrike                               |
|                                             | La Chambre bleue      | Mathieu Amalric                                   | Frankrike                               |
|                                             | Charlie's Country     | Rolf de Heer                                      | Australien                              |
|                                             | 도희야 Dohee-ya       | July Jung                                         | Sydkorea                                |
|                                             | Eleanor Rigby         | Ned Benson                                        | Förenta staterna                        |
|                                             | 幻想曲 Fantasia       | Wang Chao                                         | Kina                                    |
| Turist                                      | Turist                | Ruben Östlund                                     | Sverige                                 |
|                                             | Harcheck mi headro    | Keren Yedaya                                      | Israel                                  |
|                                             | Hermosa juventud      | Jaime Rosales                                     | Spanien                                 |
|                                             | Incompresa            | Asia Argento                                      | Italien och Frankrike                   |
|                                             | Jauja                 | Lisandro Alonso                                   | Danmark, Förenta staterna och Argentina |
|                                             | Lost River            | Ryan Gosling                                      | Förenta staterna                        |
|                                             | Run                   | Philippe Lacote                                   | Frankrike och Elfenbenskusten           |
| Jordens salt - En film om Sebastião Salgado | The Salt of the Earth | Wim Wenders och Juliano Ribeiro Salgado           | Frankrike, Italien och Brasilien        |
|                                             | Snow in Paradise      | Andrew Hulme                                      | Storbritannien                          |
|                                             | Titli                 | Kanu Behl                                         | Indien                                  |
|                                             | Ξενία Xenia           | Panos H. Koutras                                  | Grekland, Frankrike och Belgien         |
| Revolten                                    | Fehér isten           | Kornél Mundruczó                                  | Ungern, Tyskland och Sverige            |

## Jury

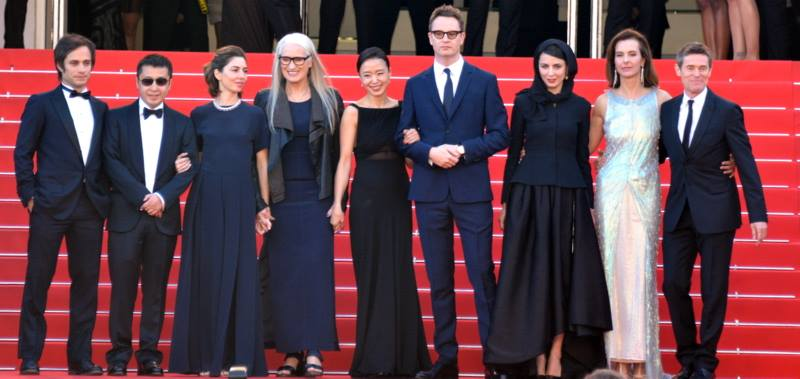
Tävlingsjuryn, från vänster till höger: Gael García Bernal, Jia Zhangke, Sofia Coppola, Jane Campion, Jeon Do-yeon, Nicolas Winding Refn, Leila Hatami, Carole Bouquet och Willem Dafoe

### Huvudtävlan
- Jane Campion, nyzeeländsk regissör, juryordförande
- Carole Bouquet, fransk skådespelerska
- Sofia Coppola, amerikansk regissör
- Leila Hatami, iransk skådespelerska
- Jeon Do-yeon, sydkoreansk skådespelerska
- Willem Dafoe, amerikansk skådespelare
- Gael García Bernal, mexikansk skådespelare och regissör
- Jia Zhangke, kinesisk regissör
- Nicolas Winding Refn, dansk regissör

### Un certain regard
- Pablo Trapero, argentinsk regissör, juryordförande
- Peter Becker, chef för Criterion collection
- Maria Bonnevie, svensk skådespelerska
- Géraldine Pailhas, fransk skådespelerska
- Moussa Touré, senegalesisk filmare

## Priser
- Guldpalmen – Vinterdvala av Nuri Bilge Ceylan
- Festivalens stora pris – Le Meraviglie av Alice Rohrwacher
- Jurypriset – Mommy av Xavier Dolan
- Bästa regi – Bennett Miller för Foxcatcher
- Bästa manuskript – Andrej Zvjagintsev och Oleg Negin för Leviatan
- Bästa kvinnliga skådespelare  – Julianne Moore för Maps to the Stars
- Bästa manliga skådespelare  – Timothy Spall för Mr. Turner
- Un certain regard-priset – Revolten av Kornél Mundruczó
- Caméra d'Or – Party Girl av Marie Amachoukeli